# Барон Терлоу

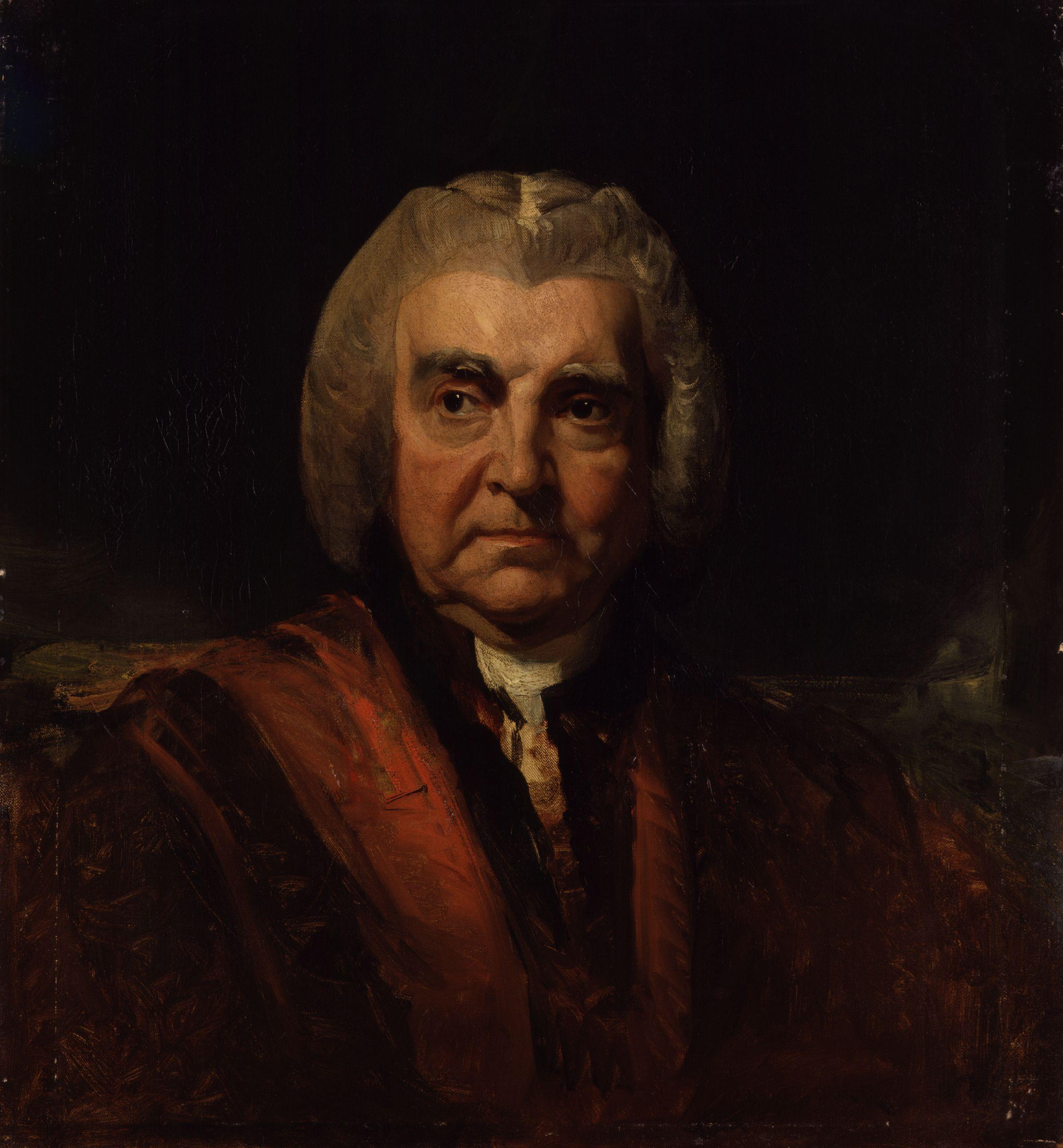
Эдвард Терлоу, 1-й барон Терлоу

Барон Те́рлоу (англ. Baron Thurlow) из Терлоу в графстве Саффолк — наследственный титул в системе Пэрства Великобритании. Он был создан 11 июня 1792 года для юриста и политического деятеля Эдварда Терлоу, 1-го барона Терлоу (1731—1806), с правом наследования титула для его младших братьев и их наследников мужского пола.

## История
Эдвард Терлоу заседал в Палате общин от Тамуорта (1765—1778), занимал должности генерального солиситора Англии и Уэльса (1770—1771), генерального атторнея Англии и Уэльса (1771—1778), лорда-канцлера (1778—1783, 1783—1792), кассира казначейства (1786—1806) и лорда-распорядителя (1788—1792). 3 июня 1778 года для него уже был создан титул барона Терлоу из Эшфилда в графстве Саффолк (Пэрство Великобритании), с правом наследования для его наследников мужского рода. Лорд Терлоу не был женат, и после его смерти в 1806 году баронский титул 1778 года угас, а баронский титул 1792 года унаследовал его племянник, Эдвард Терлоу, 2-й барон Терлоу (1781—1829). Он был старшим сыном Томаса Терлоу (1737—1791), епископа Линкольна (1779—1787) и Дарема (1787—1791). Лорд Терлоу приобрел репутацию незначительного поэта. В 1814 году он получил королевское разрешение на дополнительную фамилию «Хоувелл», которую носил его предок, сэр Ричард Хоувелл.
Внук 2-го барона, Томас Джон Хоувелл-Терлоу, 5-й барон Терлоу (1838—1916), который сменил своего старшего брата, был Либеральным политиком. Он занимал должности лорда в ожидании (1880—1885) и генерального казначея (1886). В 1873 году лорд Терлоу получил королевское разрешение на дополнительную фамилию «Брюс», которую носил его свёкор, Джеймс Брюс, 8-й граф Элгин. В 1874 году он также получил королевскую лицензию на дополнительную фамилию «Камминг».
В 1952 году Генри Хоувелл-Терлоу-Камминг-Брюс, 7-й барон Терлоу (1910—1971), чтобы оплатить долги своего умершего отца, продал семейный дом в графстве Суррей, Бейнардс Парк. В 1965 году дом купил британский предприниматель Алан Эдгар Бристоу, занимавшийся вертолетостроением, а в 1980 году Бейнардс Парк сгорел.
7-й барон Терлоу имел чин генерал-майора. Ему наследовал его младший брат, Фрэнсис Хоувелл-Терлоу-Камминг-Брюс, 8-й барон Терлоу (1912—2013), который был британским дипломатом и колониальным чиновником. Он занимал должности британского верховного комиссара в Новой Зеландии (1959—1963), британского верховного комиссара в Нигерии (1963—1966) и губернатора Багамских островов (1968—1972). В 2013 году ему наследовал его старший сын, Роэлин Роберт Хоувелл-Терлоу-Камминг-Брюс, 9-й барон Терлоу (род. 1952).

## Бароны Терлоу, первая креация (1778)
- 1778—1806: Эдвард Терлоу, 1-й барон Терлоу (9 декабря 1730 — 12 сентября 1806), старший сын преподобного Томаса Терлоу (ум. 1762)[1]

## Бароны Терлоу, вторая креация (1792)
- 1792—1806: Эдвард Терлоу, 1-й барон Терлоу (9 декабря 1730 — 12 сентября 1806), старший сын преподобного Томаса Терлоу (ум. 1762)[1]
- 1806—1829: Эдвард Хоувелл-Терлоу, 2-й барон Терлоу (10 июня 1781 — 4 июня 1829), старший сын его преосвященства Томаса Терлоу, епископа Дарема (1737—1791), племянник предыдущего[2]
- 1829—1857: Эдвард Томас Хоувелл-Терлоу, 3-й барон Терлоу (12 ноября 1814 — 2 марта 1857), единственный сын предыдущего[3]
- 1857—1874: Эдвард Томас Хоувелл-Терлоу, 4-й барон Терлоу (25 октября 1837 — 22 апреля 1874), старший сын предыдущего[4]
- 1874—1916: Томас Джон Хоувелл-Терлоу-Камминг-Брюс, 5-й барон Терлоу (5 декабря 1838 — 12 марта 1916), младший брат предыдущего[5]
- 1916—1952: Преподобный Чарльз Эдвард Хоувелл-Терлоу-Камминг-Брюс, 6-й барон Терлоу (6 октября 1869 — 23 апреля 1952), второй сын предыдущего[6]
- 1952—1971: Генерал-майор Генри Чарльз Хоувелл-Терлоу-Камминг-Брюс, 7-й барон Терлоу (29 мая 1910 — 29 мая 1971), старший сын предыдущего[7]
- 1971—2013: Фрэнсис Эдвард Хоувелл-Терлоу-Камминг-Брюс, 8-й барон Терлоу (9 марта 1912 — 24 марта 2013), второй сын 5-го барона Терлоу, младший брат предыдущего[8]
- 2013 — настоящее время: Роэлин Роберт Хоувелл-Терлоу-Камминг-Брюс, 9-й барон Терлоу (род. 13 апреля 1952), старший сын предыдущего[9]
  - Наследник титула: достопочтенный Николас Эдвард Хоувелл-Терлоу-Камминг-Брюс (род. 16 февраля 1986), старший сын предыдущего[10].